# Orfelia aitkeni
Orfelia aitkeni är en tvåvingeart som beskrevs av Lane 1961. Orfelia aitkeni ingår i släktet Orfelia och familjen platthornsmyggor. Inga underarter finns listade i Catalogue of Life.